# Tom Seidmann-Freud

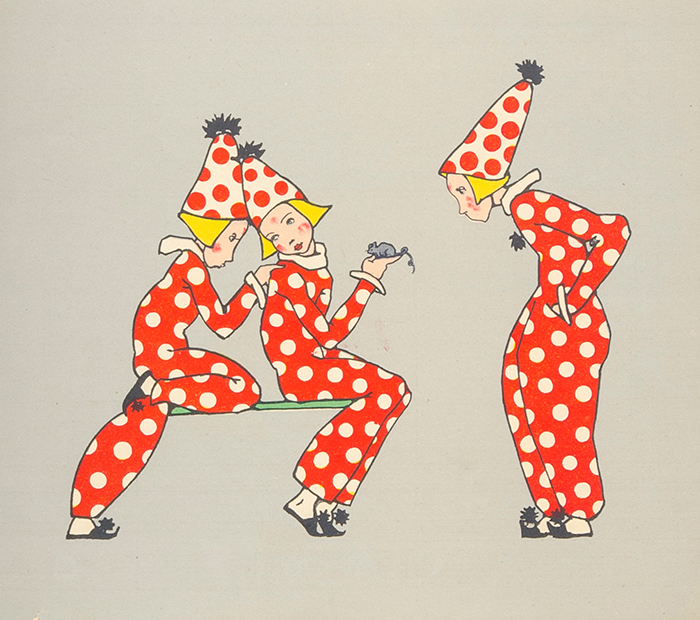
Ilustración de Das neue Bilderbuch (1918)

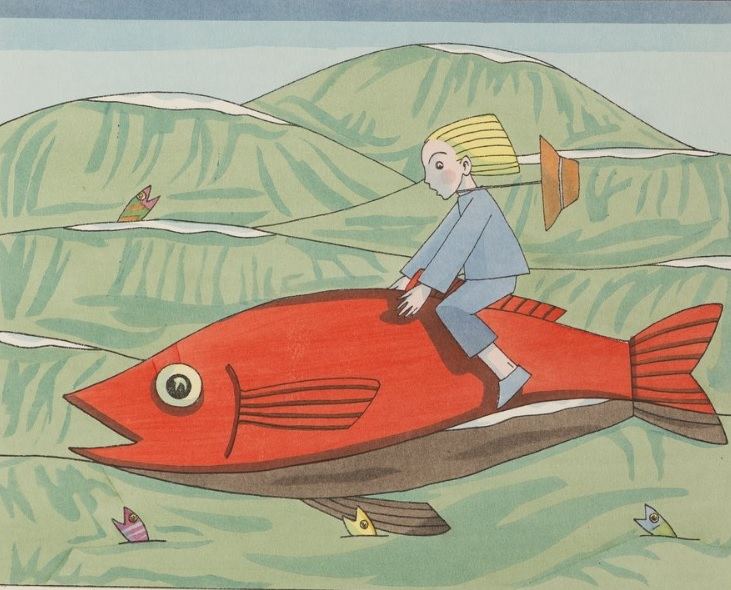
Illustración de Die Fischreise, Editorial Peregrin, Berlín 1923

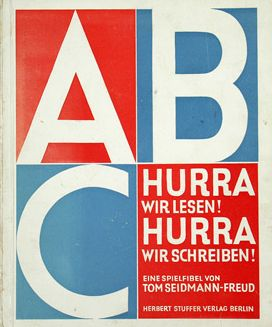
Guía de juego: Hurra, wir lesen (1930)

Tom Seidmann-Freud (Viena, 17 de noviembre de 1892; Berlín, 7 de febrero de 1930) fue una pintora, autora de libros infantiles e ilustradora austriaca.

## Biografía
Tom Seidmann-Freud nació como Martha Gertrud Freud. Su madre, Maria (Mitzi) Freud, era hermana del psicoanalista Sigmund Freud. Desde 1898 la familia residió en Berlín, donde su padre Maurice (Moritz) dirigía un negocio de importación. A los 15 años adoptó como seudónimo el nombre de pila masculino Tom, vestía a veces trajes de hombre y se hizo llamar Tom Freud. Tras dejar la escuela secundaria, asistió a una escuela de arte en Londres y se dedicó a los libros ilustrados Art Nouveau. Sus primeros éxitos fueron en 1914 con publicaciones propias.
Al término de la Primera Guerra Mundial se trasladó a Múnich, donde vivió con su hermana Lily entre 1918 a 1920. En esta época tuvo ocasión de conocer a varios intelectuales y artistas, entre otros, al filósofo Gershom Scholem, quien en su autobiografía recordaría a Tom como una genial ilustradora de cuentos y excelente dibujante. También la describe como «pintorescamente fea» en comparación con su hermana Lily. En efecto, Lily era de una belleza física deslumbrante, la que Tom compensaba con su brillantez intelectual y gran talento artístico.
En 1920 conoció al escritor Jakob (Jankew) Seidmann. Se casaron y tuvieron a su hija Angela (Awiwa), que fue rescatada en 1938 en un Kindertransport a Palestina. La pareja trabajó en conjunto de forma intensa. Fundaron la editorial Peregrin, que abordaba temas religiosos especialmente para los inmigrantes judíos orientales. 
En 1922, su hermano Theodor murió trágicamente, ahogado en el lago Mäckersee, en el norte de Berlín. Tom tenía una relación afectiva muy estrecha con este hermano, por lo que se vio muy afectada y nunca pudo superar esta pérdida. En pleno duelo tras la muerte de Theodor, Tom empezó los trabajos para su primer libro ilustrado, cuya edición original titulada Die Fischreise  (El viaje de los peces) apareció en 1923 en la editorial Paregrin que recién había creado con su marido. El cuento infantil, dedicado a Theodor, narra la historia de un niño llamado Peregrin que al quedarse dormido sueña con un pez que le transporta en un viaje bajo el agua hacia una tierra hermosa donde todos son muy felices, no hay niños pobres ni existe el hambre.
Además de libros ilustrados, Tom Seidmann-Freud también diseñó libros de juegos y transformaciones para niños: "Das Wunderhaus" (1927) y "Das Zauberboot" (1929). En 1930 le siguieron cuatro cartillas didácticas; no eran precisamente silabarios o guías escolares, sino que iban dirigidas a niños a los que se quería animar a leer y escribir de una manera lúdica antes y después de la escuela. Dado que las tareas de escritura eran en Sütterlin, la distribución de la reimpresión de 1949 fue limitada. En el prólogo, la autora señala que uno de los grandes principios del método de educación que presentaba era que  «no está dirigido a la "apropiación" y el "dominio" de un pensamiento dado -esta forma de aprender sólo es adecuada para los adultos-, sino que tiene en cuenta el propio ser del niño, para quien aprender es por naturaleza, como todo lo demás, una gran aventura».
Durante la Gran Depresión, en otoño de 1929, la editorial quebró y Jankew Seidmann se quitó la vida. Tom Seidmann-Freud enfermó entonces de una grave depresión de la que nunca se recuperó. El 7 de febrero de 1930 murió de una sobredosis de somníferos. Fue enterrada junto a su marido en el Cementerio Judío Berlín-Weißensee. Su madre Marie fue deportada de Viena al campo de exterminio de Treblinka en 1942, donde fue víctima del holocausto.

## Después de su muerte

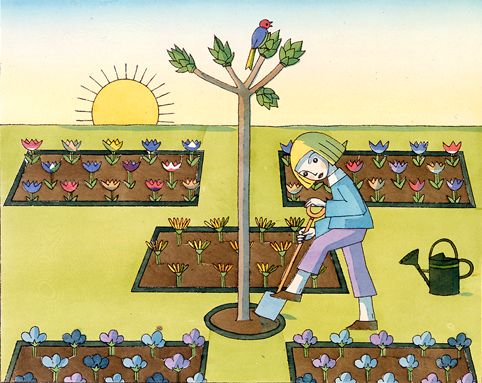
Un campo de flores de Tom Seidmann-Freud

Tras el suicidio de Tom, su hija Angela fue adoptada por su hermana Lily, quien continuó viviendo en Berlín. Después de la toma del poder por los nazis en Alemania y la exacerbación del antisemitismo, la niña fue rescatada y llevada a Palestina en 1938. En Alemania los nazis quemaron los libros de Tom Seidmann-Freud, pero gran parte de los originales de sus dibujos fueron guardados por su hermana y más adelante entregados a la hija, quien había cambiado su nombre por el hebreo Awiwa, quien los conservó en Israel. Anna Freud tenía algunas de las primeras ediciones de Tom en su biblioteca personal. Estos libros forman parte hoy de la colección de la Casa Museo de Freud en Londres.

## Obras (selección)

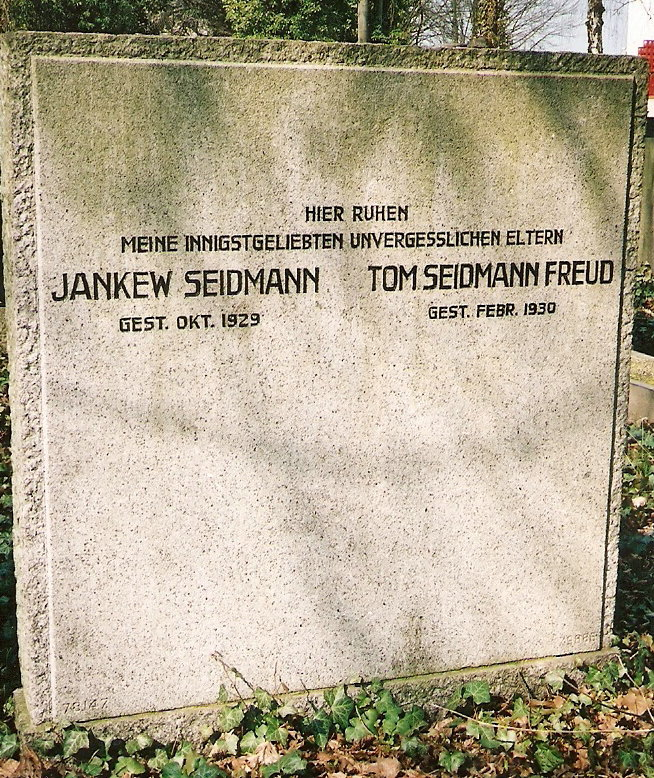
Tumba de Seidmann-Freud en Weißensee

Su obra más conocida es el libro ilustrado "Die Fischreise"  de 1923. Las ilustraciones tienen elementos estilísticos de nueva objetividad y expresionismo y son de una claridad y belleza extraordinarias. Se describe el sueño de un niño: Peregrin sueña. Peregrin es el extranjero, el forastero, el ciudadano de segunda clase. Peregrin sueña con un pez que le lleva a un mundo de ensueño. "Habla el pez: ¡Ven conmigo, el mundo es ancho y muchas son las orillas!". Peregrín aterriza así en un paradisíaco mundo de ensueño donde todo es como debe ser: "¡Esta tierra es la mejor que se me ocurre, los días son fiestas, el mundo es muy llano allí, y brillante es vivir desde ahora y para siempre!".
- Das Baby-Liederbuch [El cancionero para bebés]. Imágenes y versos de Tom Freud. Berlin: Reuß & Pollack 1914.
- Das neue Bilderbuch [El nuevo libro ilustrado]. Tom Freud. Texto de Stora Max. München: Georg W. Dietrich Hofverleger 1918.
- David the Dreamer. His Book of Dreams. [David el soñador. Su libro de sueños] Ralph Bergengren. Ilustrado por Tom Freud. Boston: The Atlantic Monthly Press 1922.
- Das Buch der Dinge. Ein Bilderbuch für ganz kleine Kinder von Tom Seidmann-Freud.[El libro de las cosas. Un libro ilustrado de Tom Seidmann-Freud para niños muy pequeños] Berlin: Mauritius 1922.
- Die Fischreise. Ein Bilderbuch von Tom Seidmann-Freud. [El viaje de los peces. Un libro ilustrado de Tom Seidmann-Freud  Berlin: Peregrin 1923.
  - Peregrin and the Goldfish. A picturebook by Tom Seidmann-Freud. New York: The Macmillan Comp. 1929.
- Buch der Hasengeschichten. Ein Bilderbuch von Tom Seidmann-Freud.[Libro de cuentos de conejos. Un libro ilustrado de Tom Seidmann-Freud] Berlin: Peregrin 1924.
- Das Wunderhaus. Ein Bilderbuch zum Drehen, Bewegen und Verwandeln von Tom Seidmann-Freud.[La casa de las maravillas Un libro ilustrado para girar, moverse y transformarse por Tom Seidmann-Freud] Berlin: Herbert Stuffer 1927/1929/1931.
- Das Zauberboot. Von Tom Seidmann-Freud. Ein Bilderbuch zum Drehen, Bewegen und Verwandeln (Das neue Wunderhaus)[El barco mágico. Por Tom Seidmann-Freud. Un libro ilustrado para girar, moverse y transformarse (La nueva casa de las maravillas)]. Berlin: Herbert Stuffer 1929/1930/1935.
  - The magic boat. By Tom Seidmann-Freud. A book to turn, move and alter. Berlin: Herbert Stuffer 1935.
- Buch der erfüllten Wünsche. Ein Bilderbuch von Tom Seidmann-Freud. [Libro de los deseos cumplidos. Un libro ilustrado de Tom Seidmann-Freud] Potsdam: Müller & Kiepenheuer 1929.
- Hurra, wir lesen! Hurra, wir schreiben! Eine Spielfibel von Tom Seidmann-Freud. Spielfibel Nr. 1 [¡Hurra, leemos! Hurra, ¡escribimos!' Una cartilla de Tom Seidmann-Freud. Silabario lúdico nº 1] Berlin: Herbert Stuffer 1930/1932/1934/1949.
- Spiel-Fibel Nr. 2. Von Tom Seidmann-Freud. [Silabario lúdico n.º 2] Berlin: Herbert Stuffer 1931.
- Hurra, wir rechnen! Spielfibel No. 3 von Tom Seidmann-Freud.[¡Hurra, estamos haciendo cálculos!] Berlin: Herbert Stuffer 1931/1946.
- Hurra, wir rechnen weiter! [¡Hurra, seguimos calculando!] Spielfibel No. 4 von Tom Seidmann-Freud. Berlin: Herbert Stuffer 1932.
- David the Dreamer. His Book of Dreams. By Ralph Bergengren. Illustrated by Tom Freud. Primera edición en hebreo, Tel Aviv: Hanina Gallery, 2020.